# Borisz orosz cár
Borisz Godunov, vagy I. Borisz (oroszul: Борис Годунов, teljes nevén Borisz Fjodorovics Godunov Борис Фёдорович Годунов; Kosztroma, 1552 – Moszkva, 1605. április 13./23.), 1598-tól Oroszország cárja. Róla szól Muszorgszkij operája, a Borisz Godunov.

## Származása és útja a hatalomig
Borisz Godunov feltehetőleg tatár eredetű család gyermeke; ősei között állítólag egy tatár herceg is szerepelt, azonban ezt nem lehet bizonyítékokkal alátámasztani. A Godunov család Kosztroma környékéről származott. Maga Borisz Godunov Fjodor Ivanovics Godunov és Sztyepanyida Ivanovna házasságából született 1552 körül. 1571-ben csatlakozott az opricsnyinához, majd 1580-ban vagy 1581-ben emelkedett a bojárok közé, és hamarosan IV. Rettegett Iván cár bizalmas tanácsadója lett, amit az is elősegített, hogy a cár második fia, Fjodor Ivanovics feleségül vette Borisz húgát, Irinát.
IV. Iván halála után második fia, I. Fjodor lépett a trónra, Borisz pedig a cár négy régensének egyike lett. Mint sógor hatalmas befolyást gyakorolt az uralkodóra; a hatalom szinte teljes egészében az ő kezében volt.

### Dmitrij nagyherceg halála
Mivel I. Fjodornak sokáig nem született gyermeke, a trónörökösi rangot féltestvére, Dmitrij Ivanovics viselte, aki Uglicsban nevelkedett. 1591. május 6-án a nagyherceget holtan találták a palota udvarán. Borisz Godunov Vaszilij Sujszkijt bízta meg az ügy felderítésével, s a bojár arra jutott, hogy Dmitrij epilepsziás rohamot kapott, miközben egy késsel játszadozott, és elvágta a saját torkát. Később, amikor Vaszilij Sujszkij érdekei úgy kívánták, azt állította, hogy Borisz Godunov bérelt fel gyilkosokat a kisfiú meggyilkolására, ám azok nem Dmitrijt szúrták le, hanem egy játszótársát. Végül 1606-ban Sujszkijt cárrá koronázták, s ekkor trónigénye miatt már azon a véleményen volt, hogy Dmitrijt valóban meggyilkolták, és szentté avatta a cárevicset.
A legtöbben Boriszt tartották felelősnek a nagyherceg haláláért, hiszen így megszabadult I. Fjodor örökösétől, és ő lett a cár legközelebbi rokona. Napjainkra azonban a legtöbb történész egyetért abban, hogy valószínűleg nem Borisz volt a gyilkosság kitervelője. Ekkor I. Fjodor cár még elég fiatal volt ahhoz, hogy fia szülessen – és a felesége, Borisz húga, Irina Fjodorovna Godunova 1592-ben egy leánygyermeknek adott életet, Feodoszija Fjodorovna nagyhercegnőnek, aki viszont 1594-ben meghalt –, ráadásul Dmitrij IV. Iván hetedik, tehát törvénytelen házasságából származott, így trónigénye sem volt biztos.
1598. január 7-én meghalt I. Fjodor, anélkül hogy utódját kijelölte volna. A cárral ugyan vége szakadt a Rurik-ház hosszú évszázadokon keresztül uralkodó moszkvai ágának, de a dinasztia nem halt ki, azonban mivel nem volt szabályozott trónöröklési rend erre az esetre, ami eddig apáról fiúra száll, így kétséges volt, ki a törvényes örökös. Ezt a bizonytalanságot használhatta ki Borisz Godunov, aki mivel a cár sógora volt, jó eséllyel pályázott a trónra.

## Uralkodása
Borisz Godunov a zűrzavarok közepette Iov pátriárka segítségével lépett az orosz trónra. 1598. február 21-én koronázták meg, és azonnal egyeduralkodónak tekintette magát, amivel azonban az őt támogató bojárok közül sokan nem értettek egyet.
Uralkodása első évei azzal teltek el, hogy kiiktatta lehetséges vetélytársait. Közéjük tartozott a Romanov család, akik I. Fjodor cár anyai rokonai voltak. A család fejét, Fjodor Nyikityicset letartóztatták fekete mágia gyakorlása, valamint a cár elleni összeesküvés vádjával.  Kolostorba kényszerítették, ahol felvette a Filaret nevet. A többi Romanovot száműzték az Urál-hegységbe, ahol sokan éhenhaltak. A cár a többi bojárt sem kímélte: valóságos besúgórendszert hozott létre, amely tájékoztatta őt a bojárok minden egyes lépéséről.
Még trónra lépése előtt, I. Fjodor uralkodása alatt Godunov jelentős sikereket ért el a külpolitikában. A lengyelekkel 15 éves fegyverszünetet tudott kötni 1587-ben, s a hároméves svéd háborút is békével zárta 1593-ban. A béke kijáratot biztosított Oroszországnak a Balti-tengerhez. Ugyancsak Borisz Godunov erősítette meg az orosz pozíciókat a Kaukázusban is. Ezzel együtt foglalkozott annak lehetőségével, hogy a Német-római Birodalom és a Habsburg Ausztria szövetségeseként maga is beavatkozzék a magyarországi török háborúkba. A németekkel Moszkvának ekkor különösen jó viszonya volt, s ezt a cárok Lengyelország ellenében akarták felhasználni. Godunov alávetette a Nogaj Hordát a kormánynak, és ezzel megnyitotta az utat Nyugat-Szibéria felé, ezzel pedig a Habsburgokat is segítette, mert Nogaj fegyveresei harcoltak Magyarországon és Havasalföldön az Oszmán Birodalom seregeivel.
Az utolsó tatár inváziós had 1591-ben semmisült meg, de később Moszkvában a török politika idővel más irányvonalat vesz, mert a Habsburgok és Lengyelország kibékül, ezért annak lehetősége merül fel, hogy a törökök kössenek szövetséget az oroszokkal, amire természetesen nem kerül sor.
Nagy jelentőségű döntés volt a moszkvai patriarkátus felállítása 1589-ben. Ő hozta meg azt a rendeletet 1597-ben a szökött parasztokkal kapcsolatban, amely engedélyt adott azok hazahurcolására; bevezette a röghözkötést.
1601-ben súlyos aszály és éhínség tombolt az országban, mely a további két évben is folytatódott. Az emberek tömegesen haltak éhen, sokan járványok miatt pusztultak el, a parasztok pedig fellázadtak. A kormány hiába tett bármit is, a katasztrófát nem sikerült mérsékelni és megelőzni. Maga a cár sokat jótékonykodott: „Borisz cár hihetetlen összegeket költött a szegényekre. Moszkvai jótékonykodása mellett, Oroszországban nem akadt olyan város, ahol ne járult volna hozzá a szegények ellátásához. […] Jó tulajdonságai közé tartozott, hogy rendszeresen bőséges alamizsnát osztott, és a papságnak hatalmas birtokokat juttatott…” – írta a cárról egy francia kapitány, Jacques Margeret.
1604-ben egy magát a meggyilkolt Dmitrij nagyhercegnek valló ember tört be Oroszországba. A trónkövetelőt sokan támogatták, ám Borisz úgy gondolta, hogy a később I. Ál-Dmitrij néven ismertté vált személy valójában Grigorij Otrepjev, aki éveket töltött a moszkvai Csudov-kolostorban. A cár sereget indított Ál-Dmirij ellen, és könnyedén legyőzték, azonban őt magát nem tudták kézre keríteni, népszerűsége pedig egyre növekedett.

### Külpolitika
Borisz már I. Fjodor uralkodása alatt is nyugatbarát politikát folytatott, ám trónra lépését követően ez még inkább megnyilvánult. Gyermekeit angol arisztokratákhoz akarta hozzáadni, nyugati orvosokat alkalmazott, és támogatta a külföldiek betelepedését Oroszországba. 1602-ben fiatal tudósokat küldött Angliába és más nyugat-európai országokba, hogy ott tanulhassanak.

## Magánélete és halála
Borisz cár 1570-ben vette feleségül Marija Grigorjevna Szkuratova-Belszkaját, akitől két gyermeke született:
- Fjodor Boriszovics (1589–1605)
- Kszenyija Boriszovna (1582–1622).

Borisz a fiának kitűnő neveltetést biztosított, leányát pedig eljegyezte János schleswig-holsteini herceggel, aki azonban az esküvő előtt meghalt. Kszenyija soha nem ment férjhez, gyermekei sem születtek. 1622. május 30-án halt meg.
Maga Borisz cár nyájas, jó modorú ember volt, aki remek felfogással bírt. „Ravasz, rendkívül hebehurgya, bosszúálló, a fényűzéssel nem sokat törődik, és mértéktelenül étkezik. Látszólag hősies, a külföldi követeket remekül elszórakoztatta és gazdagon megajándékozta.” – vélte az uralkodóról I. Erzsébet angol királynő követe, Sir Jerome Horsey.
Az 1602-től folyamatosan gyengélkedő, majd 1604-ben szélütést kapott cár 1605 áprilisában hunyt el. Halála után a bojárok által fellázított szegény rétegek kiirtották a Godunov családot. A vérengzés áldozata lett Borisz Godunov fia, Fjodor is, akit 1605-ben, 16 évesen anyjával együtt öltek meg egy palotaforradalom után.

## Családfa
| ? | ? |                          |                          | ? | ? |  |  | ? | ? |                      |                      | ? | ? |
|   |   |                          |                          |   |   |  |  |   |   |                      |                      |   |   |
|   |   |                          |                          |   |   |  |  |   |   |                      |                      |   |   |
|   |   | Fjodor Ivanovics Godunov | Fjodor Ivanovics Godunov |   |   |  |  |   |   | Sztyepanida Ivanovna | Sztyepanida Ivanovna |   |   |
|   |   |                          |                          |   |   |  |  |   |   |                      |                      |   |   |
|   |   |                          |                          |   |   |  |  |   |   |                      |                      |   |   |
|   |   |                          |                          |   |   |  |  |   |   |                      |                      |   |   |

|  |  |                                |                                | Borisz * 1551/1552 † 1605. IV. 13. | Borisz * 1551/1552 † 1605. IV. 13. | Mária Grigorjevna Szkuratova-Belszkaja * ? † 1605. VI. 10. OO | Mária Grigorjevna Szkuratova-Belszkaja * ? † 1605. VI. 10. OO |  |  |
|  |  |                                |                                |                                    |                                    |                                                               |                                                               |  |  |
|  |  |                                |                                |                                    |                                    |                                                               |                                                               |  |  |
|  |  | Xénia * 1582 † 1622. VIII. 20. | Xénia * 1582 † 1622. VIII. 20. |                                    |                                    | II. Fjodor * 1589 † 1605. VI. 10.                             | II. Fjodor * 1589 † 1605. VI. 10.                             |  |  |